# Afonso Cláudio
Afonso Cláudio es un municipio brasileño del estado del Espíritu Santo. Se localiza en la latitud 20° 4'22.86"S y longitud 41° 7'11.05"O.

## Informaciones generales
Afonso Cláudio, es el mayor municipio de toda la región serrana del estado teniendo 15 barrios y 6 distritos, y concentra en el Centro de la ciudad, los mayores centros comerciales de la región y es también sede de la Microrregión de Afonso Cláudio, que cubre la mayoría de los municipios de la Región Serrana. Además de tener la mayor concentración urbana, es el mayor polo industrial y económico de la región serrana, seguido por Venda Nueva del Imigrante. Posee la mayor flota de vehículos de la región serrana, totalizando en cerca de 8.381 vehículos de todos los tipos.
Es una ciudad de clima tropical y la tercera ciudad más caliente del estado, siendo atrás apenas de Cachoeiro de Itapemirim y Colatina, superando en días de verano hasta mismo la capital litorânea Vitória.
Antes del municipio de Brejetuba se separase, Afonso Cláudio era el mayor productor de café del Brasil. Además de esto, es una ciudad de porte medio, ya que es el mayor polo industrial, económico, político, urbano serrano. Su principal avenida es la Av. Presidente Vargas, localizada del Centro de la ciudad y posee cerca de 2 km de extensión, con los mayores edificios de la región.
Es conocida por dos sobrenombres: como Ciudad de las Cascadas por el elevado número de cascadas presentes en el municipio que atraen miles de turistas todo el año, gracias a su clima caliente, lo que hace de Afonso Cláudio una de las ciudades más bellas y prosperas del estado del Espíritu Santo y también por el apodo de 'Baixada' Serrana, ya que a partir del territorio del municipio, comienza a baja elevación de las tierras en relación con el nivel del mar, Afonso Cláudio es el municipio más bajo de la región serrana.

## Etimología
El nombre de la ciudad, Afonso Cláudio, es un homenaje al primer gobernador del Estado del Espíritu Santo, Afonso Cláudio de Freitas Rosa. 